# Саффілд (Коннектикут)
Саффілд (англ. Suffield) — місто (англ. town) в США, в окрузі Гартфорд штату Коннектикут. Населення — 15 752 особи (2020).

## Демографія
Згідно з переписом 2010 року, у місті мешкало 15 735 осіб у 5155 домогосподарствах у складі 3677 родин. Було 5469 помешкань
Расовий склад населення:
| - 85,8 % — білих - 7,8 % — чорних або афроамериканців - 1,3 % — азіатів - 0,2 % — корінних американців - 3,7 % — осіб інших рас |

До двох чи більше рас належало 1,2 %. Частка іспаномовних становила 5,6 % від усіх жителів.
За віковим діапазоном населення розподілялося таким чином: 20,2 % — особи молодші 18 років, 65,7 % — особи у віці 18—64 років, 14,1 % — особи у віці 65 років та старші. Медіана віку мешканця становила 41,8 року. На 100 осіб жіночої статі у місті припадало 125,3 чоловіків;  на 100 жінок у віці від 18 років та старших — 133,4 чоловіків також старших 18 років.
Середній дохід на одне домашнє господарство  становив 137 652 долари США (медіана — 105 777), а середній дохід на одну сім'ю — 153 415 доларів (медіана — 115 609). Медіана доходів становила 69 773 долари для чоловіків та 61 506 доларів для жінок. За межею бідності перебувало 6,3 % осіб, у тому числі 10,3 % дітей у віці до 18 років та 0,4 % осіб у віці 65 років та старших.
Цивільне працевлаштоване населення становило 7602 особи. Основні галузі зайнятості: освіта, охорона здоров'я та соціальна допомога — 21,6 %, фінанси, страхування та нерухомість — 13,7 %, виробництво — 10,7 %, науковці, спеціалісти, менеджери — 10,6 %.